# جایزه ستاره نوظهور بفتا
جایزه ستاره نوظهور یا جایزه ستاره جوان یا ستاره تازه برخواسته، یکی از جوایز آکادمی هنرهای فیلم و تلویزیون بریتانیا، بفتا (BAFTA) است که به استعدادهای جدید یا ستاره نوظهور در صنعت هنر و سینما داده می‌شود. این جایزه پس از مرگ مری سلوی در سال ۲۰۰۴ در بفتا تأسیس شد. نامزدهای این جایزه پنج کاندیدا، صرف نظر از جنسیت، ملیت، تابعیت انتخاب می‌شوند و معیار انتخاب دستیابی به موفقیت در تلویزیون، فیلم یا هر دو در صنعت هنر و تصویر می‌باشد. با وجود نامزد شدن توسط هیئت منصفه بفتا انتخاب برنده به‌طور کامل توسط رای عمومی از طریق متن، اینترنت، کارشناسان یا تلفن انتخاب می‌شود.

## برندگان و نامزدها
| سال                  | برنده          | نامزدشده                                                   |
| -------------------- | -------------- | ---------------------------------------------------------- |
| ۲۰۰۶ پنجاه و نهمین   | جیمز مک‌آووی    | چیویتل اجیوفور گائل گارسیا برنال ریچل مک‌آدامز میشل ویلیامز |
| ۲۰۰۷ شصتمین          | اوا گرین       | امیلی بلانت نائومی هریس کیلین مورفی بن ویشاو               |
| ۲۰۰۸ شصت و یکمین     | شایا لباف      | سیه‌نا میلر الن پیج سم رایلی تانگ وی                        |
| ۲۰۰۹ شصت و دومین     | نول کلارک      | مایکل سرا مایکل فاسبندر ربکا هال توبی کبل                  |
| ۲۰۱۰ شصت و سومین     | کریستن استوارت | جسی آیزنبرگ نیکلاس هولت کری مولیگان طاهر رحیم              |
| ۲۰۱۱ شصت و چهارمین   | تام هاردی      | جما آرترتون اندرو گارفیلد آرون تایلر-جانسون اما استون      |
| ۲۰۱۲ شصت و پنجمین    | Adam Deacon    | کریس همسورث تام هیدلستون کریس اودوود ادی ردمین             |
| ۲۰۱۳ شصت و ششمین     | جونو تیمپل     | الیزابت اولسن آندره‌آ ریسبرو سورج شارما آلیسیا ویکاندر      |
| ۲۰۱۴ شصت و هفتمین    | ویل پولتر      | دین دی‌هان جرج مکای لوپیتا نیونگو لئا سیدو                  |
| ۲۰۱۵ شصت و هشتمین    | جک اوکانل      | گوگو امبتا-را مارگو رابی مایلز تلر شیلین وودلی             |
| ۲۰۱۶ شصت و نهمین     | جان بویگا      | تارون اگرتون داکوتا جانسون بری لارسون بل پاولی             |
| ۲۰۱۷ هفتادمین        | تام هالند      | لایا کوستا لوکاس هجز روث نگا آنیا تیلور-جوی                |
| ۲۰۱۸ هفتاد و یکمین   | دنیل کالویا    | فلورنس پیو جاش اوکانر تسا تامپسون تیموتی شالامی            |
| ۲۰۱۹ هفتاد و دومین   | لتیشیا رایت    | جسی باکلی سینتیا اریوو بری کیوگن کیت استنفیلد              |
| ۲۰۲۰ هفتاد و سومین   |                |                                                            |
| ۲۰۲۱ هفتاد و چهارمین |                |                                                            |
| ۲۰۲۲ هفتاد و پنجمین  |                |                                                            |